# Екофіск (нафтогазове родовище)
Екофіск — гігантське нафтогазове родовище у норвезькому секторі Північного моря, у 300 км на південний захід від Ставангеру. Станом на кінець 2015 року п'яте за розміром початкових видобувних запасів газу та друге за початковими видобувними запасами нафти родовище Норвегії.

## Опис
Родовище було відкрите у 1969 році в районі з глибинами моря 70-75 метрів. Поклади вуглеводнів знайдено у відкладеннях палеоцену та пізнього крейдового періоду. Товщина продуктивного інтервалу, розташованого на глибині 2900-3250 метрів нижче морського дна, складає більш ніж 300 метрів.
Розробка розпочалась у 1971-му, причому до спорудження у 1973-му постійного резервуара відвантаження продукції відбувалось прямо у танкери. На першому етапі тут встановили три бурові/видобувні платформи (Ekofisk A, Ekofisk B, Ekofisk C), доповнені в межах проекту Ekofisk II ще двома буровими/видобувними платформами Ekofisk X (1996) та Ekofisk M (2005), а також платформою для розташування обладнання з підготовки вуглеводнів Ekofisk J (1998). Зберігання нафти організували на платформі Ekofisk T, а для розміщення персоналу спорудили об'єкти Ekofisk H та Ekofisk Q.
З метою підвищення вилучення ресурсів, починаючи з 1987 року розпочали впровадження системи підтримки пластового тиску шляхом закачування в резервуар води. Для цього були встановлені платформи Ekofisk K та Ekofisk W (1989). Останню у 2009 році замінили на підводну установку Ekofisk VA. Без впровадження заводнення коефіцієнт вилучення геологічних запасів повинен був скласти 17 %. Вже в процесі нагнітання встановили, що воно дає кращі результати навіть аніж планувалось, що повинне дозволити довести коефіцієнт вилучення до 50 %.
У 2011 році розпочались роботи по залученню до розробки покладів у південній частині родовища, для чого додали виробничу платформу Ekofisk Z та підводну установку для нагнітання води Ekofisk VB, введені в експлуатацію у 2013-му. Серед інших змін у 21 столітті можна вказати на виведення у консервацію після 39 років роботи виробничої платформи Ekofisk A і заміну платформ для персоналу Ekofisk H та Ekofisk Q на нову Ekofisk L (2014). Ці роботи провадяться із розрахунку продовження експлуатації родовища ще на кілька десятиліть.
Разом з Екофіском розроблялись менші родовища Albuskjell, Cod, Edda, Eldfisk, Embla, Hod, Tommeliten, Tor, Ula, Valhall, West Ekofisk. Більшість з них були під'єднані через платформу-хаб Ekofisk R.
Початкові видобувні запаси Екофіску оцінюються у 159 млрд м³ газу, 15 млн тонн зріджених вуглеводневих газів та 546 млн м³ нафти. Станом на кінець 2015 року залишкові видобувні запаси складали 14 млрд м³ газу, 1 млн тонн зріджених вуглеводневих газів та 87 млн м³ нафти й конденсату. Пік видобутку газ досягли у 1981 році з показником 6,5 млрд м³. Видобуток нафти мав пік 16,2 млн м³ у 1976-му, після чого впав до 4,0 млн м³ у 1987-му, але з початком заводнення та проекту Ekofisk II досяг у 2002 році нового пікового значення у 17,2 млн м³. Станом на 2016 рік очікується виробництво 6,5 млн м³ нафти та 1 млрд м³ газу (всі дані без урахування родовищ-сателітів).
Для транспортування продукції Екофіску спорудили нафтопровід до британського Teesside та платформу з насосною станцією Ekofisk P. Видача газу на експорт відбувається через газопровід Norpipe, що веде до району Емден у Німеччині. 